# 국가보안법 (대한민국)
국가보안법(國家保安法, 영어: National Security Act)은 1948년 12월 1일 대한민국 정부가 대한민국 내에서 ‘자유 민주적 기본질서’를 위태롭게 하는 반국가 단체의 활동을 규제하기 위해 일본 제국의 치안유지법과 보안법을 기반으로 하여 제정한 법률이다. 준말로 국보법(國保法)이라고도 한다. 특히 박정희 등에 의한 5.16 군사정변 직후 만들어진 "정당, 사회단체의 주요간부의 지위에 있는 자로서 국가보안법 제1조에 규정된 반국가단체의 이익이 된다는 점을 알면서 그 단체나 구성원의 활동을 찬양, 고무, 동조하거나 또는 기타의 방법으로 그 목적수행을 위한 행위를 한 자는 사형, 무기 또는 10년 이상의 징역에 처한다"는 특수범죄 처벌에 관한 법률 제6조의 내용이 대한민국 헌법 제6호에 포함되면서 자의적 지배를 배제하는 자유 민주적 기본질서에 반한다는 비판이 있다.
1993년부터 2002년 8월 31일까지 국가보안법 위반 구속자 2,891명 중에  경찰청 소속의 보안수사대에서 2,355명을 구속한 가운데 2008년부터 2017년 7월까지 경찰 531명, 국가정보원 187명, 군 검찰 등 기타 23명, 기무사 8명으로 10년 간 739명이 국가보안법 위반으로 입건되었다. 이 중에서 간첩, 반국가단체 구성, 반국가목적행위 등 3대 안보 위해사범은 10년 동안 56명, 이적단체 구성죄와 찬양고무죄는 543명이다, 이렇게 입건된 피의자는 법원의 1심에서 전체 701명 가운데 136명이 징역형을 선고받으면서 집행유예 357명, 무죄 122명, 기타 84명이다. 같은 기간 124명이 재심을 청구하여 무죄 77명, 재심청구 취하 13명, 재심청구 기각 12명, 자유형 확정 2명, 기타 19명이다.
한편, 수원지방법원 김도요 판사는 2017년 8월 4일 7차례에 걸친 헌법재판소 위헌법률 심판에서 '합헌'으로 판결받은 국가보안법 제7조 제1항 찬양고무죄 등과 제5항 이적 표현물 반포에 대하여 헌법재판소에 위헌법률심판을 제청하여 8번째 위헌심판이 진행되고 있을 때인 2018년 3월 29일에 국가보안법 제14조에 대한 헌법소원 사건에 대한 종국 결정을 하면서 국가보안법 제7조 제1항 가운데 찬양·고무·선전 또는 이에 동조한 자’에 관한 부분 및 ‘제7조 제5항 가운데 제1항 중 찬양·고무·선전 또는 이에 동조할 목적으로 문서·도화 기타의 표현물을 소지·반포한 자’에 관한 부분에 대하여, 심판대상조항 중 ‘찬양·고무·선전’ 및 ‘반포’ 부분은 전원일치로, ‘소지’ 부분은 4(합헌):5(이진성, 김이수, 강일원, 이선애, 유남석 위헌 판단)으로, ‘동조’ 부분은 8(합헌):1(김이수 위헌 판단)으로 합헌 결정을 했다.

## 제정 및 개정
제정
국가보안법은 1948년 여수·순천 사건 이후 국헌을 위배하여 정부를 참칭하거나 국가를 변란할 목적으로 단체를 구성하는 등 국가안보를 위태롭게 하는 각종의 행위를 처벌할 목적으로 12월 1일에 법률 10호로 제정하여 당일 시행하였다.
1차 개정
1949년 12월 19일에 건국사업을 적극 방해하고 있는 좌익공산분자들을 박멸하기 위하여 구 일본 제국의 치안유지법을 모방하여 대규모 법 개정을 실시하였다. 국가를 파괴하고 전복하려는 대음모죄에 대하여 사형 또는 무기형을 과할 수 있도록 하는 조항이 주된 개정 내용이었으며, 국가보안법의 개정 사례에서 법의 실효를 거둘 수 있도록 할 목적으로 개정된 최초의 사례였다. 1950년 1월 9일에 시행했다.
2차 개정
1950년 4월 21일에 형사절차 규정 중에서 단기 4년이하의 사건은 1인의 판사가 심판할 수 있게, 구류갱신은 각 심급마다 2회 초과할 수 없게, 보도구금과 형의 집행이 경합되는 경우, 2년을 초과하는 자유형의 선고를 받은 자에 대하여는 그 형만을 집행하고 2년이하의 자유형의 선고를 받은 자에 대하여는 보도구금의 집행을 먼저 하고 그 집행을 종료한 때에는 형의 집행을 면제하게 할 목적으로 개정하여 1950년 5월 12일에 시행하였다.
1953년, 대한민국 최초의 형법 제정에 참여했던 초대 대법원장 김병로는 형법 개정 이후 국회에 나와 "국가보안법 주요 내용 대부분이 새 형법에 담겼으므로 국가보안법은 폐지해도 된다"며 권고했으나 의원 중 한 사람의 "지금은 전시이니 유명무실한 대로 그냥 두는 것도 무방하지 않으냐"는 의견에 따라 유지된다.
3차 개정
1958년 12월 24일의 2·4파동으로 인하여 논란이 있은 끝에 1958년 12월 26일에 북의 전쟁에 의하지 아니한 침략을 의미하는 위장평화통일 공작을 주임무로 하는 간첩과 국가변란을 목적으로 하는 여러 가지 범죄를 충분히 단속할 수 있는 법조항이 결여되어 국헌문란행위와 같은 중대한 범죄를 방임하게 될 뿐만 아니라 인권옹호에도 중대한 지장을 초래할 우려가 있어 북의 흉계를 철저히 분쇄하거 인권옹호에도 만전을 기할 목적으로 개정하여 1959년 1월 16일에 시행하였다.
4차 개정
1960년 1월 10일에 선량한 국민의 자유와 권리를 침해할 우려가 있는 규정과 형법, 국방경비법, 해양경비법 등으로 처벌할 수 있는 규정을 삭제하고, 파괴활동을 일삼는 공산분자들만을 단속규정함으써 선량한 국민의 자유와 권리를 보장할 목적으로 개정하여 당일 시행하였다.
5차 개정
1962년 9월 24일에 미전향자에 의한 반국가적 범죄가 반복되고 있어 그러한 반복적인 범행에 대하여는 최고를 사형으로 하여 재범을 미연에 방지하고 국가의 안전을 보장할 목적으로 개정하여 1962년 10월 25일에 시행하였다.
6차 개정
1980년 12월 31일에 반공법과 그 성격이 유사하고 중복된 조문이 많아 반공법을 폐지하여 통합함으로써 국가의 안전보장을 침해하는 범죄의 처벌·예방에 일원화를 기할 목적으로 개정하여 당일 시행하였다.
7차 개정
1987년 12월 4일에 군법회의법 개정에 의하여 군법 적용 대상자에 대하여 군법회의를 군사법원으로 변경할 목적으로 개정하여 1988년 2월 25일에 시행하였다.
8차 개정
1990년 헌법재판소는 국가보안법이 "'자유민주적 기본질서에 위해를 줄 명백한 위험이 있을 경우에만 축소적용'하면 헌법에 위반되지 않는다"며 한정 합헌 판결을 했다.(헌법재판소 89헌가113)
1991년 5월 31일에 「국가보안법」을 해석·적용함에 있어서 국민의 기본적 인권을 최대한 보장하여야 한다'는 원칙을 성립하고, 금품수수죄, 잠입·탈출죄, 찬양·고무죄, 회합·통신죄 등의 구성요건에 대한민국의 헌법재판소의 한정합헌 결정취지를 반영하여 국가의 존립·안전이나 자유민주적 기본질서를 위태롭게 하는 행위와 불고지죄의 성립범위를 반국가단체 구성, 목적수행, 자진지원 등의 죄에 한하여 인정하여 처벌하도록 함으로써 입법목적과 규제대상을 구체화하고 남북교류협력에관한법률과의 적용한계를 명백히 하면서 처벌대상을 축소함으로써 기본적 인권을 최대한 보장하고 민족 자존과 통일 번영을 위한 대통령 특별선언에 따른 대북정책의 효율적인 추진을 적극 뒷받침할 목적으로 개정하여 당일 시행하였다.
1992년 4월 14일 헌법재판소는 「국가보안법」위반 사범에 대한 "구속기간 연장이 지나치게 인권을 제약한다"고 하여 위헌결정을 하여 동 규정을 무효로 했다.(헌법재판소 90헌마82)
9차 개정
1994년 1월 5일에 군사법원법 개정으로 군사법원 관할관을 군 판사, 군사법원 검찰관을 군 검찰부 검찰관으로 반영할 목적으로 개정하여 1994년 7월 1일에 시행하였다.
10차 개정
1997년 7월 14일에 국가유공자 예우 등에 관한 법률 개정에 따라 벌칙 조항에서 '년(회)이상'을 '년(회) 이상'으로 변경할 목적으로 개정하여 1997년 1월 13일에 시행하였다.
11차 개정
1997년 12월 13일에 타법 개정으로 제17조  "노동쟁의조정법 제9조"를 "노동조합및노동관계조정법 제39조"로 반영할 목적으로  개정하여 1998년 1월 1일 시행하였다.
12차 개정
2011년 9월 15일에 국가유공자 등 예우 및 지원에 관한법률에 개정에 의하여 공상군경 또는 순직군경의 유족으로 보아 보상할 수 있다는 보상 범위에서 「보훈보상대상자 지원에 관한 법률」에 따른 재해부상군경 또는 재해사망군경의 유족을 추가할 목적으로 개정하여 2012년 7월 1일 시행하였다.
13차 개정
2016년 1월 6일에 제25조에서 군 검찰부 검찰관을 군 검찰부 검사로 개정하여 2017년 7월 7일에 시행하였다.

## 국가보안법 적용 사례

### 이승만 정부(1948~1960)
- 조봉암은 1958년 1월말, 진보당 사건으로 국가보안법 위반 혐의를 받고 진보당 주요 간부들과 함께 간첩죄로 체포되었고, 1심에서는 간첩 혐의에 대해 무죄를 선고받았으나 2심에서 간첩 혐의에 대해 사형을 선고받았다.

### 박정희 정부(1961~1979)
- 대전지방검찰청 김종건 (1935년)가 기소한 단막극《송아지》 작가인 대전일보 편집부장 김정욱에 대해 대전지방법원 형사합의부(재판장 구용완)는 "동물을 사랑하려는 서울 처녀와 시골 소녀의 심리를 순수하게 묘사했으며, 작품 전체의 흐름이 반국가단체를 고무, 찬양했다는 증거가 보이지 않는다"며 반공법 위반에 대해 무죄를 선고했다.[22]
- 1975년 김씨는 술에 취한 상태로 자신의 집에서 세입자들에게 "북한 외교가 더 우월해 외무장관이 북한 외교에 졌다" 등 발언을 한 혐의로 같은 해 기소하면서 "김씨가 이 발언을 통해 북한과 북한 구성원의 활동을 찬양·고무하는 등 북한을 이롭게 했다"고 주장했다. 이 사건은 38년이 지난 2013년 12월에 재심을 거쳐 무죄가 선고되었다.[23]
- 박정희 정권, 즉 제3공화국이나 제4공화국 당시 국가보안법 위반 혐의가 있는 사범들은 주로 중앙정보부, 보안사 서빙고분실, 경찰 대공분실에서 조사를 많이 받았다.

입건 현황
- 1961년 국가보안법 156명, 반공법 26명, 합계 182명
- 1962년 국가보안법 15명, 반공법 23명, 합계 38명
- 1963년 국가보안법 9명, 반공법 48명, 합계 57명
- 1964년 국가보안법 100명, 반공법 112명, 합계 212명
- 1965년 국가보안법 86명, 반공법 124명, 합계 210명
- 1966년 국가보안법 69명, 반공법 0명, 합계 69명
- 1967년 국가보안법 131명, 반공법 207명, 합계 338명
- 1968년 국가보안법 270명, 반공법 381명, 합계 651명
- 1969년 국가보안법 254명, 반공법 627명, 합계 881명
- 1970년 국가보안법 204명, 반공법 368명, 합계 572명
- 1971년 국가보안법 217명, 반공법 276명, 합계 493명
- 1972년 국가보안법 175명, 반공법 507명, 합계 682명
- 1973년 국가보안법 164명, 반공법 260명, 합계 424명
- 1974년 국가보안법 152명, 반공법 228명, 합계 380명
- 1975년 국가보안법 74명, 반공법 328명, 합계 402명
- 1976년 국가보안법 121명, 반공법 386명, 합계 507명
- 1977년 국가보안법 35명, 반공법 322명, 합계 357명
- 1978년 국가보안법 30명, 반공법 208명, 합계 238명
- 1979년 국가보안법 57명, 반공법 194명, 합계 251명

### 전두환 정부(1980~1987)
1980년에서 1986년에 국가보안법 위반으로 보안사 광주분실, 보안사 서빙고분실, 중앙정보부, 국가안전기획부, 치안본부 남영동 분실, 서울시경 옥인동 분실, 서울시경 홍제동 분실, 서울시경 장안동 분실, 부산시경 대공분실로 연행된 신귀영, 석달윤, 박동운, 나진, 송기복, 함주명, 박박, 오주석, 양동화, 황대권, 김성만, 김양기 등 12명에 대해 44일에서 117일을 불법 구금하였다.
입건 죄명별 현황
|                | 합계[구속] | 반국가단체의 구성 등 | 잠입·탈출 | 자진지원·금품수수 | 찬양·고무 | 회합·통신 | 편의제공 | 불고지 | 무고  |
| -------------- | ---------- | -------------------- | --------- | ----------------- | --------- | --------- | -------- | ------ | ----- |
| 1980년         | 167 [116]  |                      | 3 [2]     | 1 [1]             | 148 [110] | 1         |          | 13 [1] | 1[1]  |
| 1981년         | 270 [116]  | 19 [5]               | 7 [4]     | 3                 | 225 [151] |           | 2        | 12 [1] | 2 [2] |
| 1982년         | 234 [166]  | 1 [1]                | 11 [6]    | 2                 | 201 [153] |           | 8 [1]    | 11 [4] |       |
| 1983년         | 121 [108]  | 1 [1]                | 7 [6]     |                   | 106 [96]  | 3 [2]     |          |        | 4 [3] |
| 1984년         | 106 [94]   |                      | 2 [2]     |                   | 97 [86]   | 2 [2]     |          | 2 [1]  | 3 [3] |
| 1985년         | 127 [101]  |                      | 2 [2]     |                   | 115 [95]  | 2 [1]     | 3 [1]    | 4 [1]  | 1 [1] |
| 1986년         | 527 [365]  | 17 [1]               | 7 [7]     |                   | 502 [356] | 1 [1]     |          |        |       |
| 1987년         | 489 [302]  |                      |           |                   | 488 (301) |           |          |        | 1 [1] |
| 1988년 9월30일 | 191        |                      |           |                   | 190       |           | 1        |        |       |

제1심 기소 인원
|            | 1980년 | 1981년 | 1982년 | 1983년 | 1984년 | 1985년 | 1986년 | 1987년 | 합계 |
| ---------- | ------ | ------ | ------ | ------ | ------ | ------ | ------ | ------ | ---- |
| 국가보안법 | 23     | 169    | 171    | 153    | 93     | 176    | 318    | 432    | 1535 |
| 반공법     | 136    | 65     | 13     |        | 3      | 2      | 5      |        | 224  |

### 노태우 정부(1988~1992)
제1심 기소 인원
| 1988년 | 1989년 | 1990년 | 1991년 | 1992년 | 합계  |
| ------ | ------ | ------ | ------ | ------ | ----- |
| 104    | 312    | 414    | 357    | 342    | 1,529 |

- 문익환 목사는 1989년 불법으로 입북, 김일성과 통일 3단계방안 원칙을 합의하여 국가보안법 위반 등으로 6회에 걸쳐 투옥당하였다.[26]
- 임수경은 1989년 정부 허가를 받지 않고 민간통일운동을 위해 전국대학생대표자협의회 대표로 조선민주주의인민공화국 평양에서 개최된 제13차 세계청년학생축전에 몰래 참석하였다가 국가보안법 위반에 의해 문규현과 함께 투옥당하였다. 이후로 1991년에는 임수경 방북사건에 의해 임종석(전대협 3기 의장)이 연달아 투옥당하였다.
- 황석영은 1989년 3월에 조선민주주의인민공화국의 예술 조직이던 '조선문학예술총동맹'한테서 초청받고 방북하여 방북 기간 동안 평양에서 김일성과 면담하였다가 1993년에 국가보안법 위반으로 투옥당하였다.

### 김영삼 정부(1993~1998)
입건 죄명별 현황
|           | 합계[구속] | 찬양·고무 | 반국가단체 | 잠입·탈출 | 회합·통신 | 국가기밀 | 편의제공 | 불고지 |
| --------- | ---------- | --------- | ---------- | --------- | --------- | -------- | -------- | ------ |
| 1993년    | 112 [112]  | 69        | 30         | 4         | 8         | 1        |          |        |
| 1994년    | 393 [393]  | 339       | 24         |           | 23        | 2        | 5        |        |
| 1995년    | 285 [285]  | 244       | 28         | 4         | 4         | 1        |          | 4      |
| 1996년    | 499 [499]  | 450       | 28         | 3         | 15        | 1        | 2        |        |
| 1997년    | 677 [677]  | 666       |            | 3         | 3         |          | 5        |        |
| 1998년2월 | 23 [23]    | 23        |            |           |           |          |          |        |

신분별 현황
|        | 1993년 | 1994년 | 1995년 | 1996년 | 1997년 | 1998년 | 합계  |
| ------ | ------ | ------ | ------ | ------ | ------ | ------ | ----- |
| 학생   | 31     | 193    | 102    | 318    | 500    | 15     | 1,159 |
| 노동자 | 5      | 38     | 20     | 38     | 44     |        | 145   |
| 재야   | 63     | 128    | 110    | 92     | 89     | 8      | 490   |
| 군인   | 13     | 34     | 53     | 51     | 44     |        | 195   |
| 전체   | 112    | 393    | 285    | 499    | 677    | 23     | 1,989 |

제1심 기소 인원
| 1993년 | 1994년 | 1995년 | 1996년 | 1997년 | 합계  |
| ------ | ------ | ------ | ------ | ------ | ----- |
| 136    | 403    | 226    | 413    | 633    | 1,811 |

1995년에 반국가단체, 이적단체 구성 등으로 구속 184명 불구속 19명 이첩 3명, 이적표현물 제작.배포, 찬양.고무 등으로 구속 53명 불구속 11명 이첩 7명. 회합.통신 등으로 구속 6명, 불구속 1명, 이첩 1명
1996년에 반국가단체 구성 등으로 구속 180명 불구속 20명 이첩 9명, 이적표현물 제작.배포, 찬양.고무 등으로 구속 121명 불구속 18명 이첩 6명, 회합.통신 등으로 구속 6명이다.
- 1997년 이벤트 업체 대표 이모 씨는 한총련에 각종 현수막, 깃발, 자료집을 납품하였다가 반국가 단체에 대한 편의제공 혐의로 당시 대한민국 경찰청 보안부에 끌려갔다.[28][29]

### 김대중 정부(1998~2003)
입건·처리 현황
- 기소 : 구공판 기소(약식기소 없음)
- 불기소 : 기소유예, 혐의없음, 공소권 없음, 각하, 공소보류, 이송, 기소중지, 참고인 중지 포함

|        | 인원수 [구속] | 기소 | 불기소 [합계-혐의없음-기소유예-공소권없음-각하-공소보류-기소중지등] | 이송 | 미제 |
| ------ | ------------- | ---- | ------------------------------------------------------------------- | ---- | ---- |
| 1999년 | 506 [312]     | 293  | 125-1-111-0-0-2-11                                                  | 10   | 78   |
| 2000년 | 286 [130]     | 149  | 97-3-79-8-0-0-7                                                     | 6    | 34   |
| 2001년 | 247 [126]     | 130  | 55-2-50-0-0-0-3                                                     | 4    | 58   |
| 2002년 | 231 [131]     | 148  | 52-1-46-2-0-0-3                                                     | 5    | 26   |

죄명별 현황
|        | 합계 [구속] | 반국가단체 구성 등 | 목적수행 | 간첩  | 자진지원·금품수수 | 잠입·탈출 등 | 이적단체 구성 등 | 찬양·고무 | 회합·통신 등 | 편의제공 | 불고지 | 특수·직무유기 | 무고·날조 | 기타  |
| ------ | ----------- | ------------------ | -------- | ----- | ----------------- | ------------ | ---------------- | --------- | ------------ | -------- | ------ | ------------- | --------- | ----- |
| 1999년 | 506 [312]   | 13 [0]             | 0        | 9 [7] | 0                 | 17 [12]      | 376 [259]        | 71[20]    | 16 [12]      | 4 [2]    | 0      | 0             | 0         | 0     |
| 2000년 | 286 [130]   | 7 [5]              | 0        | 4 [1] | 0                 | 3 [1]        | 216 [95]         | 38 [21]   | 11 [4]       | 4 [3]    | 0      | 0             | 0         | 3 [0] |
| 2001년 | 247 [126]   | 1 [1]              | 0        | 4 [1] | 0                 | 8 [3]        | 179 [94]         | 45 [19]   | 10 [8]       | 0        | 0      | 0             | 0         | 0     |
| 2002년 | 231 [131]   | 1 [1]              | 0        | 2 [0] | 0                 | 4 [3]        | 195 [112]        | 24 [14]   | 3 [1]        | 2 [0]    | 0      | 0             | 0         | 0     |

구속자 신분별 현황
|               | 1998년 2월 25일 | 1999년 | 2000년 | 2001년 | 2002년 | 2003년 2월 24일 | 합계  |
| ------------- | --------------- | ------ | ------ | ------ | ------ | --------------- | ----- |
| 학생          | 295             | 227    | 104    | 91     | 114    | 8               | 839   |
| 노동자        | 18              | 1      | 2      | 10     |        |                 | 31    |
| 재야          | 63              | 46     | 16     | 15     | 9      | 1               | 150   |
| 군인          | 13              | 14     | 6      | 2      | 3      |                 | 38    |
| 전체          | 389             | 288    | 128    | 118    | 126    | 9               | 1,058 |
| 한총련 대의원 | 170             | 157    | 71     | 72     | 90     | 7               | 567   |

- 1998년 사회과학 서적 전문 출판사 "책갈피"의 대표 홍모 씨는 "알기 쉬운 마르크스주의"등 11종의 책을 출판한 혐의로 국가보안법 이적 표현물 배포에 해당되어 실형을 선고받았으나 해당 서적들은 국립중앙도서관과 국회 도서관에도 소장되어 있었다.[32]
- 2000년 나이트클럽 웨이터 전동창 씨는 6.15 남북 정상 회담 직후 승용차에 인공기 그림을 그린 현수막을 걸고 사람들에게 "김정일 부킹위원장"이라고 적힌 명함을 나누어주었다가 국가보안법 찬양고무죄 현행범으로 연행되어 하룻밤 조사를 받고 풀려났다.[33]
- 2000년 인터넷 방송 '청춘' 대표 윤모 씨 등 방송관계자 3명은 사이트를 통해 이적 표현물을 제작하고 한총련의 이적활동을 선전. 선동하는 등의 국가보안법상 이적 표현물 제작, 배포 및 소지 등, 국보법 제5조와 7조를 위반한 혐의로 구속되었다.[34]
- 2001년 민족 해방 계열 신문인 <자주민보> 발행인과 기자 2명은 조총련 인사에게 원고를 받기 위해 한/글 워드프로세서 프로그램을 제공하였다가 반국가 단체에 대한 편의제공 혐의로 구속되었다.

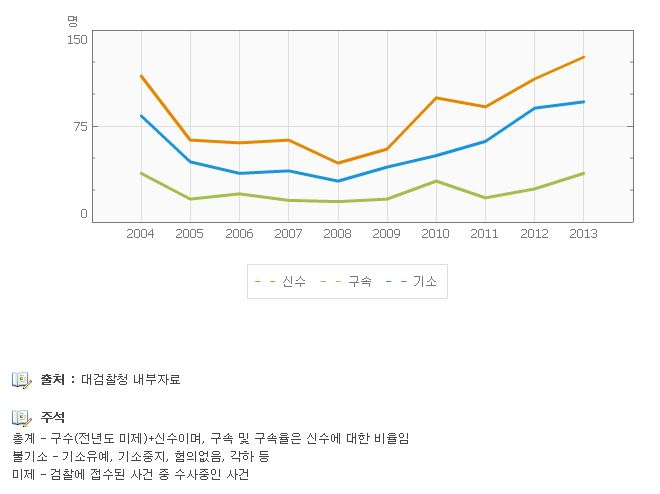

### 노무현 정부(2003~2008)
입건·처리 현황
- 기소 : 구공판 기소(약식기소 없음)
- 불기소 : 기소유예, 혐의없음, 공소권 없음, 각하, 공소보류, 이송, 기소중지, 참고인 중지 포함

|        | 인원수 [구속] | 기소 | 불기소 [합계-혐의없음-기소유예-공소권없음-각하-공소보류-기소중지등] | 이송 | 미제 |
| ------ | ------------- | ---- | ------------------------------------------------------------------- | ---- | ---- |
| 2003년 | 165 [84]      | 97   | 30-0-27-3-0-0-0                                                     | 0    | 38   |
| 2004년 | 114 [38]      | 64   | 19-4-15-0-0-0-0                                                     | 5    | 26   |
| 2005년 | 64 [18]       | 40   | 9-1-5-2-0-0-1                                                       | 1    | 14   |
| 2006년 | 62 [22]       | 41   | 13-0-7-0-5-0-1                                                      | 0    | 8    |
| 2007년 | 64 [17]       | 33   | 22-2-9-8-2-1-0                                                      | 0    | 9    |

죄명별 현황
|        | 합계 [구속] | 반국가단체 구성 등 | 목적수행 | 간첩   | 자진지원·금품수수 | 잠입·탈출 등 | 이적단체 구성 등 | 찬양·고무 | 회합·통신 등 | 편의제공 | 불고지 | 특수·직무유기 | 무고·날조 | 기타  |
| ------ | ----------- | ------------------ | -------- | ------ | ----------------- | ------------ | ---------------- | --------- | ------------ | -------- | ------ | ------------- | --------- | ----- |
| 2003년 | 165 [84]    | 2 [2]              | 0        | 6 [2]  | 0                 | 5 [5]        | 134 [65]         | 11 [9]    | 1 [1]        | 6 [0]    | 0      | 0             | 0         | 0     |
| 2004년 | 114 [38]    | 0                  | 0        | 3 [1]  | 0                 | 4 [1]        | 83 [29]          | 20 [5]    | 2 [1]        | 2 [1]    | 0      | 0             | 0         | 0     |
| 2005년 | 64 [18]     | 0                  | 0        | 3 [1]  | 0                 | 5 [3]        | 29 [14]          | 25 [0]    | 1 [0]        | 1 [0]    | 0      | 0             | 0         | 0     |
| 2006년 | 62 [22]     | 2 [0]              | 0        | 11 [8] | 1 [0]             | 5 [2]        | 22 [10]          | 19 [1]    | 1 [1]        | 1 [0]    | 0      | 0             | 0         | 0     |
| 2007년 | 64 [17]     | 0                  | 0        | 3 [1]  | 2 [1]             | 7 [4]        | 15 [1]           | 28 [10]   | 0            | 2 [0]    | 0      | 0             | 0         | 7 [0] |

- 2003년 독일에서 교수 생활을 하던 송두율 교수가 대한민국으로 귀환하자마자 이 법을 적용하여, 검찰이 기소하였으며 재판부는 7년의 징역형을 선고하고 집행을 유예하였다.
- 2003년 9월 3일 자신의 홈페이지 '친북비호 독재정권 타도는 합헌’이라는 글을 통해 한총련 등 친북 반역 세력의 활동을 적극적으로 저지하지 않고 애국 세력의 반북활동을 경찰이 나서서 적극적으로 막았다”며 “그런 정권을 반역 독재정권으로 규정하고 저항권을 행사할 수 있다, 국민 속에는 물론 군인도 포함된다, 이런 저항권은 4.19처럼 물리력을 동원하더라도 합헌적”이라고 주장했던 조갑제 월간조선 편집장이 형법 제90조 제2항의 내란선동죄, 국가보안법 제7조 제1항의 국가변란을 선동한 죄로 서울 남대문경찰서 민원실에 고발장이 접수되었다.[36]
- 2004년 울산광역시 경찰청 보안과는 2003년 10월부터 서울특별시의 모 PC방에서 '구국전선'에 실린 김정일 부자 찬양글을 국회의원과 언론사, 지방자치단체 홈페이지에 90여 차례 올린 혐의로 전 대학 교수 남궁모 씨를 구속하였다.

### 이명박 정부(2008~2013)
기관별 입건, 송치 현황
|        | 입건 | 국가정보원 | 경찰 | 기무사 | 기타(군검찰 등 이송) |
| ------ | ---- | ---------- | ---- | ------ | -------------------- |
| 2008년 | 46   | 17         | 27   |        | 2                    |
| 2009년 | 57   | 28         | 29   |        |                      |
| 2010년 | 97   | 21         | 75   | 1      |                      |
| 2011년 | 90   | 17         | 69   | 2      | 2                    |
| 2012년 | 112  | 28         | 75   | 4      | 5                    |

입건·처리 현황
- 기소 : 구공판 기소(약식기소 없음)
- 불기소 : 기소유예, 혐의없음, 공소권 없음, 각하, 공소보류, 이송, 기소중지, 참고인 중지 포함

|        | 인원수 [구속] | 기소 | 불기소 [합계-혐의없음-기소유예-공소권없음-각하-공소보류-기소중지등] | 이송 | 미제 |
| ------ | ------------- | ---- | ------------------------------------------------------------------- | ---- | ---- |
| 2008년 | 46 [16]       | 27   | 7-2-3-0-0-1-1                                                       | 0    | 12   |
| 2009년 | 57 [18]       | 34   | 8-1-5-0-0-1-1                                                       | 2    | 13   |
| 2010년 | 97 [32]       | 43   | 16-2-13-0-0-1-0                                                     | 2    | 36   |
| 2011년 | 90 [19]       | 39   | 7-1-4-0-0-0-2                                                       | 3    | 41   |
| 2012년 | 112 [26]      | 59   | 11-2-7-0-2-0-0                                                      | 6    | 36   |

죄명별 현황
|        | 합계 [구속] | 반국가단체 구성 등 | 목적수행 | 간첩  | 자진지원·금품수수 | 잠입·탈출 등 | 이적단체 구성 등 | 찬양·고무 | 회합·통신 등 | 편의제공 | 불고지 | 특수·직무유기 | 무고·날조 | 기타 |
| ------ | ----------- | ------------------ | -------- | ----- | ----------------- | ------------ | ---------------- | --------- | ------------ | -------- | ------ | ------------- | --------- | ---- |
| 2008년 | 46 [16]     | 1 [0]              | 2 [2]    | 1 [0] | 0                 | 5 [3]        | 20 [6]           | 15 [4]    | 0            | 2 [1]    | 0      | 0             | 0         | 0    |
| 2009년 | 57 [18]     | 0                  | 2 [1]    | 2 [1] | 0                 | 8 [5]        | 21 [4]           | 23 [6]    | 0            | 1 [1]    | 0      | 0             | 0         | 0    |
| 2010년 | 97 [32]     | 4 [4]              | 2 [0]    | 7 [6] | 1 [0]             | 16 [7]       | 3 [1]            | 62 [13]   | 1 [0]        | 0        | 0      | 0             | 1 [1]     | 0    |
| 2011년 | 90 [19]     | 7 [6]              | 2 [2]    | 0     | 1 [0]             | 4 [3]        | 3 [0]            | 72 [8]    | 0            | 0        | 0      | 0             | 1 [0]     | 0    |
| 2012년 | 112 [26]    | 2 [2]              | 3 [3]    | 2 [2] | 3 [0]             | 8 [4]        | 89 [14]          | 89 [14]   | 4 [1]        | 1 [0]    | 0      | 0             | 0         | 0    |

- 2008년 8월 26일에 사회주의노동자연합을 결성한 연세대 오세철 교수 등 8명을 국가보안법 위반(이적단체 구성, 가입)으로 구속영장을 신청하였으나, 영장실질심사 결과 국가변란을 목적으로 활동한 것이 아니라는 해석을 함으로써 기각되었다.
- 2008년 8월 26일 산청 간디학교의 최보경 교사가 국가보안법 위반 혐의(이적표현물 제작·소지·배포)로 불구속 기소되었다.[38] 검찰은 최 교사가 간디학교 졸업생 인터넷 홈페이지 자유게시판에 올린 '8․15 교양자료집'이란 제목의 파일, 포털사이트 '다음' 카페(최보경 자주민주통일 역사교실)에 올린 "8․15민족통일대회 자료집 꼭 읽어보자구요"라는 제목의 글[39]을 문제삼았다.
- 2009년 4월 8일 자신의 홈페이지에 "경축"이라는 글을 올려 조선민주주의인민공화국의 로켓 발사를 축하한다는 장난스러운 글을 올린 가수 신해철을 보수단체인 라이트코리아(대표 봉태홍)와 자유북한운동연합 측이 2009년 4월 17일 오후 서울중앙지방검찰청에 국가보안법 위반 혐의로 고발장을 접수했다.[40]
- 강정구 전 동국대학교 교수는 2001년 8월 15일 민족대축전에 참가하기 위해 방북했다가 김일성 생가인 망경대를 방문하고, 방명록에 "만경대 정신을 이어받아 통일위업을 이룩하자"는 글을 남겨 북한에 동조한 혐의로 불구속 기소됐다. 또한 책자와 연설을 통해 "6ㆍ25 전쟁은 북한 지도부가 시도한 통일전쟁"이라고 밝히는 등 북한 활동에 동조하고 이적표현물을 제작ㆍ배포한 혐의도 받았다. 이에 1ㆍ2심 재판부는 "강 교수의 행위는 국가의 존립 안정과 자유민주주의 체제를 위협하는 것으로 북한에 동조하려 한 점이 인정된다"며 유죄 판결했다. 2010년 12월 9일  징역 2년에 집행유예 3년을 받았다.[41]
- 2012년 박정근은 트위터에 북한 매체의 트윗을 리트윗하고 북한 매체가 유튜브 등에 올린 자료를 트위터를 통해 유포해 국가보안법 7조를 위반한 혐의로 구속되었다.[42][43] 이와 관련해 박정근 측에서는 하위 문화의 일종으로 북한 정권을 조롱했을 뿐이며 기존의 국가보안법 사건들과는 다른 맥락이 있다고 밝혔다. 실제로 그는 구속 이전부터 자신의 트위터 계정에서 “김정일 국방위원장 사망에 조의를 표하며 조문대신에 조선민주주의인민공화국에 우라늄과 플루토늄을 조의의 뜻으로 보내겠습니다.”, “김정일 가슴 만지고 싶다”등의 북한 정권에 대한 조롱조의 트윗을 올리기도 하였다. 박정근의 국가보안법 위반 사건은 박정근 후원회가 꾸려지고[44] 미국 프리덤하우스에서 "韓인터넷 자유 후퇴"라는 평가를 받을 정도로 국내외에서 논란이 있은 가운데[45] 2014년 8월 28일 대법원에서 무죄 확정판결을 받았다.[46][47] 권용석 역시 '국가보안법상 찬양 고무죄'라는 명목으로 경찰 수사를 받이 공소가 제기되었다.[48]

### 박근혜 정부(2013~2017)
기관별 입건, 송치 현황
|        | 입건 | 국가정보원 | 경찰 | 기무사 | 기타(군검찰 등 이송) |
| ------ | ---- | ---------- | ---- | ------ | -------------------- |
| 2013년 | 129  | 26         | 96   | 1      | 6                    |
| 2014년 | 57   | 5          | 50   |        | 2                    |
| 2015년 | 79   | 26         | 51   |        | 2                    |
| 2016년 | 43   | 9          | 31   |        | 3                    |
| 2017년 | 42   |            | 41   |        | 1                    |

입건·처리 현황
- 기소 : 구공판 기소(약식기소 없음)
- 불기소 : 기소유예, 혐의없음, 공소권 없음, 각하, 공소보류, 이송, 기소중지, 참고인 중지 포함

|        | 인원수 [구속] | 기소 | 불기소 [합계-혐의없음-기소유예-공소권없음-각하-공소보류-기소중지등] | 이송 | 미제 |
| ------ | ------------- | ---- | ------------------------------------------------------------------- | ---- | ---- |
| 2013년 | 129 [38]      | 70   | 4-1-1-0-0-0-2                                                       | 4    | 51   |
| 2014년 | 57 [7]        | 34   | 6-0-4-0-0-1-1                                                       | 4    | 13   |
| 2015년 | 79 [26]       | 50   | 17-4-6-0-0-2-5                                                      | 0    | 12   |
| 2016년 | 43 [21]       | 27   | 8-1-5-1-0-0-1                                                       | 0    | 8    |
| 2017년 | 42 [7]        | 14   | 13-0-11-0-0-0-2                                                     | 0    | 15   |

죄명별 현황
|        | 합계 [구속] | 반국가단체 구성 등 | 목적수행 | 간첩  | 자진지원·금품수수 | 잠입·탈출 등 | 이적단체 구성 등 | 찬양·고무 | 회합·통신 등 | 편의제공 | 불고지 | 특수·직무유기 | 무고·날조 | 기타 |
| ------ | ----------- | ------------------ | -------- | ----- | ----------------- | ------------ | ---------------- | --------- | ------------ | -------- | ------ | ------------- | --------- | ---- |
| 2013년 | 129 [38]    | 0                  | 2 [2]    | 3 [3] | 4 [2]             | 15 [11]      | 102 [18]         | 102 [18]  | 3 [2]        | 0        | 0      | 0             | 0         | 0    |
| 2014년 | 57 [7]      | 0                  | 3 [2]    | 2 [1] | 4 [0]             | 4 [1]        | 40 [1]           | 40 [1]    | 4 [2]        | 0        | 0      | 0             | 0         | 0    |
| 2015년 | 79 [26]     | 1 [0]              | 3 [3]    | 0     | 2 [0]             | 20 [9]       | 14 [6]           | 38 [7]    | 1 [1]        | 0        | 0      | 0             | 0         | 0    |
| 2016년 | 43 [21]     | 1 [0]              | 0        | 2 [2] | 0                 | 10 [6]       | 7 [3]            | 18 [8]    | 3 [0]        | 2 [2]    | 0      | 0             | 0         | 0    |
| 2017년 | 42 [7]      | 0                  | 1 [0]    | 0     | 1 [0]             | 11 [4]       | 0                | 26 [2]    | 1 [0]        | 2 [1]    | 0      | 0             | 0         | 0    |

- 2013년 전(前) 국회의원 이석기는 형법 내란선동죄와 국가보안법 위반으로서 2심에서 징역 9년에 자격정지 7년을 선고받았다. 이에 대하여 지미 카터 전 미국 대통령은 "이석기 의원에 대한 유죄 판결이 1987년 이전의 군사 독재 시절에 만들어진, 매우 억압적인 국가보안법에 의해 선고됐다는 사실에 주목하고 있다"고 하면서 "한국이 아시아와 세계 정세에서 인권 지도자로서 필수적 역할을 확대하려면, 국보법 때문에 위험에 처한 인권에 관해 모든 한국 시민들이 온전히 투명하고 민주적으로 논의할 수 있도록 기회가 열려 있어야 한다"하면서 대법원에 탄원서를 제출했다.[50]
- 2014년 8월에는 대한민국에 유학 중이던 중국 광둥성 출신 20세 유학생이 이석기 통합진보당 국회의원을 내란 음모 혐의로 체포한 국가정보원에 항의하는 집회에 참여한 혐의로 구속되었다. 또한 김정일 조선민주주의인민공화국 국방위원장 사망에 대한 인터넷 애도 성명 발표, 대한민국의 보수주의 정권에 대한 노골적으로 비판하는 인터넷 게시글을 게재한 혐의도 받았다. 법무부는 국가보안법에 명시된 이적 행위에 해당한다고 판단하고 국외 추방 결정을 내렸다.[51]
- 인터넷신문 자주민보가 서울시를 상대로 "등록취소를 인용한 원심은 부당하다"며 항고한 인터넷신문등록취소심판 청구의 항고심(2014라753)에서 원심과 같이 "자주민보의 등록을 취소한다"는 결정을 내렸다.[52][53]

### 문재인 정부(2017~2022)
문재인 정부가 출범한 직후인 2018년 7월까지 12명 입건하여 2명 기소, 11월말까지 4건 5명 기소하였다.(서울중앙지검에서 2건 3명, 수원지검과 의정부지검에서 각 1건 당 1명씩 기소) 2018년에 총원 20명 입건하여 4명을 구속하고 기소 6명, 불기소 5명 미제 9명이다.
2015년에 1심 선고 피고인 전체 58명 중 무죄 11명, 실형 12명 2016년에 56명 중에 무죄 5명, 실형 21명이었던 것이 2017년에는 66명 중에서 무죄 19명 실형 10명으로  무죄선고율이 증가하고 실형선고율은 감소했다. 이에 대해 서울지역의 한 판사는 "2016년에 비해 2017년 우리 사회의 개방성이 확대된 추세와 관련해 볼 수 있다"는 분석을 하면서 “국가보안법 사건의 대부분이 ‘이적성’ 문제인데, 이에 대한 판단은 사회 전체의 개방성과 관련있다 경직되어 있던 사회 분위기가 2016년 말에서 2017년 초까지 정권이 교체되는 등의 과정에서 개방적으로 바뀌었고, 이에 따라 판사들이 조금 더 자유롭게 판단할 수 있게 된 측면이 있다”고 설명했다.
- 2012년 탈북했으나 북한에 두고 온 아들을 탈북시키려는 시도가 실패하자 자신이 북한에 되돌아가려 했던 함경북도 출신 이모씨는 탈북전력 처벌을 모면하기 위해 '충성선물' 쌀 200톤을 상납했다가 2018년 1월 8일 체포하여 수원지검이 2월1일 국가보안법상 자진지원·금품수수·잠입·탈출·회합·통신 위반 혐의로 기소했다.
- 경기 안산시에 사는 서모씨는 두 차례 월북했다가 송환된 뒤 승용차로 군 통제선을 넘어 3번째 월북을 시도했다.
- 북한에서 남파 되었다가 남북관계 개선 기대감이 높아지던 2018년 7월 공안당국에 국가보위성 공작원이라는 사실을 밝히고 자수했다.
- 얼굴 인식 프로그램 개발비 명목으로 69회에 걸쳐 미화 86만 1,500달러(약 9억 5,000만원)를 북한측에 송금하고  '해안복합감시체계 제안요청서'와 'GOP 과학화경계시스템 제안서' 등 군사기밀을 넘긴 대북 사업가. 이와 관련하여 당사자가 보내지도 않은 문자 메시지를 근거로 증거인멸 우려를 이유로 구속영장을 청구하여 증거조작 논란이 있었다.[57]
- 자유연대, 자유대한호국단은 김정은 국무위원장 서울 방문을 환영하는 행사를 준비하는 백두칭송위원회를 국가보안법 위반 혐의로 검찰에 고발했다.[58]
- 서울중앙지법 형사항소4부(재판장 김영학)는 2018년 12월 19일에 김일성종합대학이 제작한 '주체사상' 등 학습동영상 파일과 '북한혁명가요' 등 음성파일, '행복한 통일이야기' 책자를 이메일을 이용해 소지하여 국가보안법상 찬양·고무 혐의로 재판에 넘겨진 전 통합진보당 당원 김모(39)씨에 대한 파기환송심에서 징역 1년에 집행유예 2년을 선고했다[59]
- 대구지방법원 형사5단독 이창렬 부장판사는 방탄 소재와 특수장비 제조업체 대표로서 2012년 5월 군 사업 수주에 실패하자 월북하기 위해 현금 500만원과 금괴 등을 싣고 판문점 1.2km 앞까지 간 혐의로 기소된 A 씨(36)에게 2019년 1월 27일에 "군수 제조기술이 북한에 유출될 뻔해 죄가 무겁지만, 대낮이고 경비가 삼엄해 탈출 가능성이 희박했던 점 등을 고려했다"고 하면서 징역 1년 6개월 집행유예 3년을 선고했다.[60]
- 의정부지방법원 형사합의13부(이영환 부장판사)는 2018년 8월 12일 오전 7시 30분께 경기도 파주시 문산읍 통일대교 남단에서 자신의 SUV 차량을 몰고 군 검문에 불응한 채 민간인 출입통제선 이북지역으로 도주해 월북을 시도한 혐의로 구속기소 된 피고인 서모(35)씨가 경찰 조사에서 "북한 사회를 동경해 입북을 시도했다”고 하고 재판 과정에서도 “북한은 반국가단체가 아니며 월북 행위는 국가의 존립·안전과 자유민주적 기본 질서를 위협하지 않는다”고 주장했으나 재판부는 이를 받아들이지 않은 채 2019년 1월 27일에 "피고인이 조현병을 앓아 사물을 변별하거나 의사를 결정할 능력이 미약해 범행에 이른 것으로 판단된다”며 “재범 우려가 있는 점 등을 고려해 양형했다”며 징역 2년을 선고하면서 자격정지 2년과 함께 치료 감호를 명령했다.[61]
- 1980년 주점에서 선·후배들과 함께 사회주의 의식화 교육을 위한 써클을 구성하고 <역사란 무엇인가>와 <해방 전후사의 인식> 등을 교재로 토론 학습을 하고 "5공화국은 유신체제의 연장으로 언론의 자유가 없는 비민주적 체제"라고 하면서 반국가단체인 북한과 해외 공산주의자들의 활동을 찬양하는 등 북한을 이롭게 한 혐의  한 혐의로 구속돼 1982년 5월 징역 3년 자격정지 3년과 징역 1년 자격정지 1년이 각각 선고된 3명의 피고인에 대한 재심 사건에서 대전지방법원 제2형사부는 "피고인들은 구속영장이 발부돼 경찰서 유치장에 수감되기 전까지 약 60일 이상 대전 대공분실 지하실 등에서 불법으로 구금돼 고문과 가혹행위를 당한 것으로 보인다"면서  무죄를 선고했다.[62]
- 2021년 8월 조선민주주의인민공화국의 지령을 받고 미국산 전투기 도입 반대 운동을 펼친 혐의로 구속된 활동가들에게 국가보안법 제 4조가 적용되었다. 이들의 영장에는 2017년 중국의 식당 등에서 수차례 북한 측 인물을 만나고, 20,000 달러를 받은 혐의가 적시된 것으로 전해졌다.[63]

## 이적단체 지정
국가보안법은 국가의 존립이나 안전, 자유민주적 기본질서를 위태롭게 한다는 점을 알면서 반국가단체나 그 구성원 또는 그 지령을 받은 자의 활동을 찬양, 선전, 동조하거나 국가변란을 선전, 선동한 단체를 이적단체로 규정하고 있다. 대한민국 법으로 이적단체를 구성하거나 이적단체로 인정된 후에 이러한 단체에 가입한 자는 1년 이상의 유기징역에 처해진다. 이적단체로 규정된 단체의 구성원으로서 사회질서의 혼란을 조성할 우려가 있는 사항에 관하여 허위사실을 날조하거나 유포한 자는 2년 이상의 유기징역에 처한다.(국가보안법 제2장 제7조 1,3,4항) 법원에서 이적단체로 판결하기 전에 가입한 회원은 뚜렷하게 불법행위를 하지 않는 경우에는 처벌할 수 없으며 이적단체로 인식되더라도 바로 단체를 강제해산시킬 수는 없다. 일례로 범민련과 한총련은 1997년 판결 이후로도 계속 활동하였다. 이와 관련하여 새누리당 심재철 의원은 '범죄단체의 해산 등에 관한 법률안', 이른바 '이적단체 해산법'을 입법 발의하여 국가보안법에 따라 반국가단체로 판결을 받은 단체들에 대해서는 해산을 시킬 수 있도록 하고, 대체 조직의 설립도 금지하도록 하고 있지만 이와 관련하여 논란이 있어 2014년 현재 국회 법사위원회에서 1년 넘게 계류하고 있다.

## 이적표현물
대검찰청은 1974년부터 1994년까지 전국 각급 법원에서 반공법이나 국가보안법상 이적표현물로 인정한 도서 등을 수록하여 ‘판례상 인정된 이적표현물’이라는 제목으로 공안자료집 제4권(1974년~1987년) 제8권(1988년~1989년) 제14권(1990년~1991년) 제18권(1992년~1994년 10월)을 발간했다.
앞선 네 권의 공안자료집을 종합·정리하고 1995년까지 인정된 이적표현물을 추가하여 1996년 6월에 발간한 공안자료집 제20권에는
- 마르크스와 프리드리히 엥겔스의 <자본>, <공산당 선언>, <가족, 사유재산 및 국가의 기원>
- 마르쿠제의 <이성과 혁명>
- 에리히 프롬의 <자유로부터의 도피>
- E. H. 카의 <러시아 혁명>
- 파울루 프레이리의 <페다고지>
- 에드가 스노우의 <중국의 붉은 별>
- 리영희의 <우상과 이성>, <전태일 평전>,
- 조영래 변호사의 <어느 청년노동자의 삶과 죽음>
- 송건호 등의 <해방전후사의 인식>
- 김지하의 시집 <오적>
- 권운상의 소설 <녹슬은 해방구>, <가족, 사유재산 및 국가의 기원>, <가족의 기원>, <가치법칙과 역사적 유물론>, <가버린 부르조아 세계>(이상화), <간부 수련회 자료집>(민주주의 민족통일 광주전남 연합회), <갑오농민전쟁>(박태원), <강의 노동자의 경제학>,<강좌철학>(윤영만), <강좌 혁명전통>, <강철서신>, <강철은 어떻게 단련되었는가>(오스트 로프스키), <개발과 저개발>(지오 프리케이), <개발과 혁명>(정근식), <껍데기를 벗고서>(백기완, 리영희 공저), <게오르그 루카치>, <경대문화 88년 여름호>, <경제사 입문>(김준호), <경제 사전>(이성과 현실), <경제사 총론> 등 도서 1072종, 유인물 1,584종, 기타 121종 등 모두 2,777종이 수록되어 있다.[66]

## 사형
1968년부터 1990년까지 사형이 확정된 593명 가운데 국가보안법 위반으로 93명, 반공법 위반으로 29명에 대해 사형이 선고되었으며  국가보안법과 반공법, 긴급조치 위반 등의 혐의로 254명이 사형집행되었다.

## 조선민주주의인민공화국의 최근 태도
- 2004년 4월 조선민주주의인민공화국의 로동신문은 간첩 활동 혐의로 징역 6년 등의 실형을 선고받은 강태운 전 민주노동당 고문에 대한 재판부의 판결에 대해 "실로 놀라움을 금할 수 없는 반통일 파쑈악행이 아닐 수 없다" 면서 국가보안법을 비난하였다.
- 2004년 9월 조선민주주의인민공화국의 로동신문은 헌법재판소가 국가보안법 7조 찬양고무죄 및 이적 표현물 소지죄 조항에 대해 합헌 결정을 내린 것에 대해 "민심을 우롱하고 거역하는 반민족적 망동"이라며 강하게 비난했다.
- 2004년 11월 한나라당 박성범 의원은 "통일부가 만든 '북한권력기구도'에 따르면 조선민주주의인민공화국의 정당 및 대남단체로 '남조선의 국가보안법철폐를 위한 대책위원회'가 설치돼 있다" 고 주장했다.[68]
- 2007년 2월 조선민주주의인민공화국은 이재정 통일부장관에게 2007년 상반기 내에 국가보안법을 폐지할 것을 요구했다.
- 2009년 4월 로동신문은 서울중앙지방법원이 남북공동선언실천연대를 이적단체로 규정하고 간부에게 징역형을 선고한 것에 대해 “(남북공동선언실천연대가) 6. 15공동선언의 이행으로 북남사이의 화해와 단합을 도모하고 미군철수와 조선반도의 평화를 실현하며 파쑈적인 ‘보안법’을 폐지하고 근로대중의 생존권을 수호하기 위한 활동을 적극 벌려왔다” 라고 언급하였다.[69]
- 조선로동당 기관지 로동신문은 2018년 12월 2일 '파쇼 악법의 철폐는 시대적 요구'라는 정세 해설에서 "'보안법'은 북남 관계를 적대관계로 규정하고 민족의 화해와 단합을 전면 부정하는 반통일적인 악법"이라고 했다.[70]

## 비판과 논란

### 미국과 국제앰네스티의 국가보안법 폐지 권고
미합중국 국무부 장관이 "미국은 1993년도 국무부 인권보고서에서도 한국의 국가보안법이 남용될 우려가 있음을 강조했다"며 "우리는 한국정부와 국민들에게 더 이상 이같은 법이 필요없게 되길 바란다"고 말하는 등 일관되게 국가보안법의 문제를 지적하였으며 1999년 8월 국제사면위원회는 국가보안법의 개정 또는 폐지를 촉구하였다. 같은 해 11월 5일, 유엔 인권이사회는 "국가보안법 7조의 ‘반국가단체 찬양’ 조항이 처벌 대상행위가 불합리하게 넓어 유엔이 정한 표현의 자유에 관한 규약을 위반하고 있어 긴급히 개정해야 한다"며 "석방의 전제조건으로서 일부 보안법 위반자에게만 차별적으로 적용되는 준법서약제도는 반드시 폐지돼야 한다"고 하면서 "남북이 대치하고 있는 상황을 감안하더라도 한국의 국가보안법은 점진적으로 폐지돼야 한다"고 정부에 공식 권고했다.
1999년 8월 김대중 대통령은 "북한은 더 심한 형법 규정이 있다"는 이유로 폐지보다 국가보안법 개정을 언급하였다.
2004년초 국가보안법 개정 또는 폐지를 지지하는 여론이 활발히 형성되었으며, 8월에는 대한민국 국가인권위원회가 국가보안법 폐지를 권고하였다.
2004년 8월 국가인권위원회는 "국가보안법은 몇 개 조문의 개정으로는 근본적 문제점을 치유할 수 없고, 법률의 자의적 적용으로 인권을 침해해왔으며 법 규정 자체의 인권 침해 소지로 인해 끊임없이 논란을 일으켜온 만큼 전면 폐지하는 게 시대적 요구"라고 하면서 국가기관으로는 처음으로 "국가보안법을 폐지해야 한다"는 의견을 제시했으며 이에 2004년 9월 노무현 대통령은 MBC TV 시사매거진 2580에 출연하여, "국가보안법이라는 낡은 칼을 칼집에 넣어 박물관으로 보내야 한다"고 하면서 법의 폐지를 주장하였다. 애매한 규정이 악용될 수 있다는 점 등을 들어 새천년민주당, 열린우리당, 민주노동당이 법률의 폐지·개정안을 논의하였으나 한나라당의 반대 의견으로 유보되었다. 이듬해 5월, 여·야의 국가보안법 폐지·개정안이 각각 상정되었으나 더 이상 진전을 보지 못하고, 이명박 정부가 출범한 직후인 2008년 5월에 유엔 인권이사회 회의에서 미국 대표가 국가보안법의 남용을 막기 위한 개정을 권고하였고, 한국 정부는 제출한 보고서를 통해 '국가보안법의 개정 또는 폐지 여부에 관해 국가적 컨센서스를 얻고자 계속 노력할 것'이라 답변하였으나 국가보안법 남용으로 인하여 국내,외에서 문제 제기가 잇따르자 2011년 6월 프랭크 라 뤼 유엔 의사 및 표현의 자유에 관한 특별보고관이 대한민국의 국가보안법 폐지를 권하였다. 하지만 이명박 정부 임기말인 2012년 국가인권위원회는 제2기 국가인권정책기본계획(National Action Plans for the Promotion and Protection of Human Rights · NAP) 권고안에서 국가보안법 폐지 입장을 철회하면서 "남용을 방지해야 한다"는 의견을 밝혔다.
2012년 르 몽드는 한국의 우파 정부가 군사독재 정권이 이용해왔던 국가보안법을 좌파에 대해 압력을 강화하는 수단으로 삼고 있다고 보도했다.
2012년 6월 프랑스의 유명 일간지 리베라시옹은 박정근 사건을 중심으로 대한민국 국가보안법 문제에 대해 조명했다. 두 면에 걸친 기획기사에서 리베라시옹은 박정근이 해학적인 의미로 친북 메시지를 트위터에 올렸음에도 이를 농담이었음을 입증하지 못하면 최대 6년 형을 선고받을 수 있다고 지적했다. 한국 정부가 국가보안법을 좌익인사와 노동운동가, 통일운동가, 방북 인사를 공격하는데 이용하고 있다는 독립 연구기관 한국정책연구소 크리스틴 안 연구원의 말을 인용해 대한민국 국가보안법이 진보 좌파 공격에 이용되고 있다고 주장하기도 했다.
김대중, 노무현 정부를 거치면서 과거 5,000여명에 이르던 보안경찰이 2,000명 수준으로 떨어지고 "공안검사가 소외되었다"는 주장을 펼치면서 '미스터 국보법'으로 불린 황교안이 2013년 3월 박근혜 정부 출범과 함께 법무부 장관으로 임명되고 2013년 8월에 김기춘이 청와대 비서실장에 임명되면서 이석기 사건과 통합진보당에 대한 정당해산 분이기를 이용하여 2014년 21곳이던 일선 경찰서 보안과가 2015년 41곳으로 늘었고 2017년말까지 50곳을 더 늘리는 등 3년 새 70곳을 신설할 계획을 세우는 방법으로 국가보안법 보안 수사를 강화하였다. 황교안은 이후 2015년 6월에 국무총리, 2017년 3월에 대통령 탄핵과 함께 대통령 권한대행에 이르렀다. 박근혜 정부에서 대통령 비서실장 김기춘, 헌법재판소장 박한철와 함께 국가보안법을 다루는 공안검사 출신들이 주요 요직을 차지하였다. 특히 민혁당 사건, 동아대 자주대오 등 다수의 국가보안법 사건에서 변호를 했던 문재인은 황교안 총리 지명에 대해 "국민에 대한 선전포고"라고 했으며 대한민국 제18대 대통령 선거에서 "17대 국회에서 여야 간 의견이 모였는데 그때 못했던 것이 굉장히 아쉽다"면서 "찬양·고무 관련 조항인 국보법 7조는 악법 요소가 있다"고 말했다.
문재인 대통령이 취임한 이후 국가정보원의 대공 수사권 폐지가 포함된 개혁안을 제시하고 "보안 수사 인력 조정 계획을 제출하라"는 지시를 받은 경찰청이 2017년 580명이던 경찰의 보안수사대 인력을 2018년 8월 기준 479명으로 줄이고 전국 보안경찰 인력도 10% 수준으로 감축하면서 전국 27개의 보안수사대 청사(분실)를 경찰청과 지방경찰청 청사로 이전토록 결정하면서  보안 인력을 일선 치안 현장에 배치하는 등의 개혁 조치를 취했으나 이에 대해 보수 진영에서는 안보 수사기관 무력화라고 비판하였다.

## 사건과 판례
2012년 10월 김정일 생일축하 이메일과 북한 공작원에 편지를 전달한 사건에 대한 '찬양고무죄 VS 표현의 자유 그리고 그 한계'의 논란에서 대법원은 국보법 위반으로 최종 판결하였다. 재판부는 판결문에서 "김씨가 쓴 편지는 비록 생일 축하의 형식을 취하고 있지만, 내용은 김정일 체제와 그가 제시·추진하는 통일 노선을 비롯한 정책방향이 바람직하다고 치켜세우고 이에 찬성해 적극적으로 따르겠다는 의지를 밝힌 것으로써, 김씨가 이러한 편지를 작성·전송한 행위의 앞뒤로 상당히 오랫동안 북한 대남공작원인 장모씨와 관련된 국가보안법 위반(편의제공 및 회합 등)의 범죄를 저질렀다고 봐야 한다"고 밝혔다.

## 다른 나라의 사례
아래는 국가의 안전을 위해 제정된 다른 나라의 법률이다. 구체적인 법률 조항, 해석과 적용, 그리고 제정 배경이 다르므로 단순히 직접 비교하는 것은 불가능하며, 국가보안법과 여러 면에서 다르다. 예를 들어 국가 안전이라는 비슷한 취지이나, 국가위원회가 폐지 권고를 낸 국가보안법의 찬양·고무죄는 존재하지 않는 경우도 있다. 또한 이중에는 폐지되거나 사실상 사문화되었다고 보는 법률도 있다.
- 미국
  - 연방 형법 간첩죄 (792조, 799조)
  - 정부전복죄 (2381조 ~ 2391조)
  - 전복활동규제법 (Act of Control of Subversive Activities) (위헌판결 받음)
  - 공산주의자 규제법 (Communist Act) (위헌판결 받음)
  - 국내안전법 (Internal Security Act)
  - 애국자법 (Patriot Act, 9·11 테러 이후 신설된 특별법)
- 독일
  - 형법 내 관련조항 (84조 ~ 86조): 위헌 조직을 제제하기 위한 법률 (1968 이후 적용 사례 없음)[94]
- 일본
  - 파괴활동방지법 (일본 공산당 등의 진보 정당 탄압에 이용되었던 법으로, 일본 정부는 기물을 부순 사건을 만들어 낸 뒤 공산당원의 소행이라고 선전함[96])
- 중국
  - 안보 위협의 범위와 법 적용 범위를 국가 전복과 분열 선동, 매국 행위, 국가기밀 누설 등으로 규정한 1993년 국가안전법을 금융, 경제, 식량, 에너지, 인터넷, 종교, 우주, 해저 부분까지 확대하여 2015년 7월 1일 법률안을 통과했다.[97]

## 같이 보기
- 국가보안법 사건 목록
- 비전향 장기수
- 이적표현물
- 대한민국의 반국가단체
- 대한민국의 이적단체
- 반공법
- 외환죄
- 간첩 행위
- 파괴활동방지법
- 방어적 민주주의